# Ministerstvo vnitřní bezpečnosti Spojených států amerických
Ministerstvo vnitřní bezpečnosti (anglicky: Department of Homeland Security, zkráceně DHS) je ministerstvo federální vlády ve Spojených státech, jež vzniklo jako odpověď na teroristické útoky z 11. září 2001. Jeho hlavním úkolem je chránit území USA před teroristickými útoky a reagovat na přírodní katastrofy. Ministerstvo vede ministr vnitřní bezpečnosti USA.

## Funkce
Zatímco Ministerstvo obrany je pověřeno vojenskými akcemi v cizině, DHS je pověřeno pracovat spolu s civilními složkami a chránit Spojené státy na domácím území, na jejich hranicích a i za nimi. Hlavním úkolem je připravit se na prevenci a případná domácí ohrožení, hlavně v oblasti terorismu. Dne 1. března 2003 zanikl Imigrační a naturalizační úřad Spojených států a jeho kompetence přešly právě na DHS. Všechny povinnosti okolo střežení hranic pak následně přešly pod DHS, včetně několika agentur, které toto zajišťovaly.
S více než 200 000 zaměstnanci je DHS třetí největší ministerstvo ve vládě USA. Více lidí zaměstnává už jen Ministerstvo obrany a Ministerstvo pro záležitosti veteránů. Politika národní bezpečnosti je určována Bílým domem a také Radou pro vnitřní bezpečnost.
Zřízení Ministerstva vnitřní bezpečnosti byla největší reorganizace v historii americké vlády a rovněž největším přeskupením federálních agentur od přijetí Zákona o národní bezpečnosti v roce 1947, kterým byla například vytvořena Ústřední zpravodajská služba. V rámci federální vlády spadá pod ministerstvo 22 různých vládních agentur s různými úkoly, například:
- Celní a pohraniční stráž
- Pobřežní stráž (v době míru)
- Tajná služba
- Agentura pro kybernetickou a infrastrukturní bezpečnost
- Federální agentura pro krizové řízení
- Úřad pro bezpečnost v dopravě